# Stenophryneta variegata
Stenophryneta variegata är en skalbaggsart som beskrevs av Christopher Aurivillius 1907. Stenophryneta variegata ingår i släktet Stenophryneta och familjen långhorningar.
Artens utbredningsområde är:
- Angola.
- Ghana.
- Malawi.
- Moçambique.
- Senegal.
- Zimbabwe.

Inga underarter finns listade i Catalogue of Life.